# André Halter
André Halter (født 21. april 1966 i Luzern, Schweiz) er en schweizisk tidligere fodboldspiller (angriber)
Halter spillede ni kampe og scorede ét mål for det schweiziske landshold, som han debuterede for 7. juni 1989 i en VM-kvalifikationskamp mod Tjekkoslovakiet.
På klubplan spillede Halter hele sin karriere i hjemlandet, hvor han repræsenterede henholdsvis FC Luzern og Grasshoppers. Han vandt det schweiziske mesterskab med Grasshoppers i både 1990 og 1991.

## Titler
Schweizisk mesterskab
- 1990 og 1991 med Grasshoppers

Schweizisk pokal
- 1989 og 1990 med Grasshoppers